# 164130 Jonckheere
164130 Jonckheere è un asteroide della fascia principale. Scoperto nel 2003, presenta un'orbita caratterizzata da un semiasse maggiore pari a 2,8881795 UA e da un'eccentricità di 0,0959332, inclinata di 1,93936° rispetto all'eclittica.
L'asteroide è dedicato all'astrofilo francese Robert Louis Charles Jonckheere.